# Az Egyesült Német Csapat az 1960. évi nyári olimpiai játékokon
Az Egyesült Német Csapat az olaszországi Rómában megrendezett 1960. évi nyári olimpiai játékok egyik részt vevő nemzete volt. Az országot az olimpián 17 sportágban 294 sportoló képviselte, akik összesen 42 érmet szereztek.

## Érmesek
| Érem  | Versenyző | Sportág       | Versenyszám                 |
| ----- | --- | ------------- | --------------------------- |
| Arany | Armin Hary | Atlétika      | Férfi 100 m                 |
| Arany | Bernd Cullmann Armin Hary Martin Lauer Walter Mahlendorf                                                                                  | Atlétika      | Férfi 4 × 100 m váltó       |
| Arany | Wilfried Dietrich | Birkózás      | Szabadfogás, +87 kg         |
| Arany | Bernhard Knubel Heinz Renneberg Klaus Zerta                                                                                               | Evezés        | Férfi kormányos kettes      |
| Arany | Gerd Cintl Horst Effertz Jürgen Litz Michael Obst Klaus Riekemann                                                                         | Evezés        | Férfi kormányos négyes      |
| Arany | Klaus Bittner Karl-Heinrich von Groddeck Karl-Heinz Hopp Hans Lenk Willi Padge Manfred Rulffs Frank Schepke Kraft Schepke Walter Schröder | Evezés        | Férfi nyolcas               |
| Arany | Dieter Krause Paul Lange Günter Perleberg Friedhelm Wentzke                                                                               | Kajak-kenu    | Férfi kajak váltó 4 × 500 m |
| Arany | Alwin Schockemöhle Fritz Thiedemann Hans Günter Winkler                                                                                   | Lovaglás      | Csapat díjugratás           |
| Arany | Ingrid Krämer | Műugrás       | Női egyéni műugrás          |
| Arany | Ingrid Krämer | Műugrás       | Női egyéni toronyugrás      |
| Arany | Peter Kohnke | Sportlövészet | Férfi sportpuska, fekvő     |
| Arany | Heidi Schmid | Vívás         | Női tőr, egyéni             |
| Ezüst | Carl Kaufmann | Atlétika      | Férfi 400 m                 |
| Ezüst | Hans Grodotzki | Atlétika      | Férfi 5000 m                |
| Ezüst | Hans Grodotzki | Atlétika      | Férfi 10 000 m              |
| Ezüst | Johannes Kaiser Carl Kaufmann Manfred Kinder Hans-Joachim Reske                                                                           | Atlétika      | Férfi 4 × 400 m váltó       |
| Ezüst | Walter Krüger | Atlétika      | Férfi gerelyhajítás         |
| Ezüst | Jutta Heine | Atlétika      | Női 200 m                   |
| Ezüst | Anni Biechl Jutta Heine Brunhilde Hendrix Martha Langbein                                                                                 | Atlétika      | Női 4 × 100 m váltó         |
| Ezüst | Johanna Lüttge | Atlétika      | Női súlylökés               |
| Ezüst | Günter Maritschnigg | Birkózás      | Kötöttfogás, 73 kg          |
| Ezüst | Lothar Metz | Birkózás      | Kötöttfogás, 79 kg          |
| Ezüst | Wilfried Dietrich | Birkózás      | Kötöttfogás, +87 kg         |
| Ezüst | Achim Hill | Evezés        | Férfi egypárevezős          |
| Ezüst | Therese Zenz | Kajak-kenu    | Női kajak egyes 500 m       |
| Ezüst | Ingrid Hartmann Therese Zenz | Kajak-kenu    | Női kajak kettes 500 m      |
| Ezüst | Egon Adler Erich Hagen Günter Lörke Gustav-Adolf Schur                                                                                    | Kerékpározás  | Férfi csapat időfutam       |
| Ezüst | Dieter Gieseler | Kerékpározás  | Férfi egyéni időfutam       |
| Ezüst | Jürgen Simon Lothar Stäber | Kerékpározás  | Férfi kétüléses tandem      |
| Ezüst | Bernd Barleben Peter Gröning Manfred Klieme Siegfried Köhler                                                                              | Kerékpározás  | Férfi csapat üldözőverseny  |
| Ezüst | Wiltrud Urselmann | Úszás         | Női 200 m mell              |
| Bronz | Ursula Donath | Atlétika      | Női 800 m                   |
| Bronz | Gisela Birkemeyer-Köhler | Atlétika      | Női 80 m gát                |
| Bronz | Hildrun Claus | Atlétika      | Női távolugrás              |
| Bronz | Josef Neckermann | Lovaglás      | Egyéni díjlovaglás          |
| Bronz | Günter Siegmund | Ökölvívás     | Nehézsúly                   |
| Bronz | Klaus Zähringer | Sportlövészet | Férfi sportpuska összetett  |
| Bronz | Barbara Göbel | Úszás         | Női 200 m mell              |
| Bronz | Ursel Brunner Heidi Pechstein Christel Steffin Gisela Weiss                                                                               | Úszás         | Női 4 × 100 m gyorsváltó    |
| Bronz | Ursel Brunner Bärbel Fuhrmann Ursula Küper Ingrid Schmidt                                                                                 | Úszás         | Női 4 × 100 m vegyes váltó  |
| Bronz | Rolf Mulka Ingo von Bredow | Vitorlázás    | Repülő hollandi             |
| Bronz | Jürgen Brecht Tim Gerresheim Eberhard Mehl Jürgen Theuerkauff                                                                             | Vívás         | Férfi tőr, csapat           |

## Atlétika
Férfi
| Versenyző                                                       | Versenyszám     | Előfutam | Előfutam | Negyeddöntő | Negyeddöntő | Elődöntő | Elődöntő | Döntő         | Döntő         |
| Versenyző                                                       | Versenyszám     | Idő      | Hely.    | Idő         | Hely.       | Idő      | Hely.    | Idő           | Helyezés      |
| --------------------------------------------------------------- | --------------- | -------- | -------- | ----------- | ----------- | -------- | -------- | ------------- | ------------- |
| Armin Hary                                                      | 100 m           | 10,6     | 2.       | 10,2        | 1.          | 10,3     | 1.       | 10,2          |               |
| Walter Mahlendorf                                               | 100 m           | 10,8     | 4.       | kiesett     | kiesett     | kiesett  | kiesett  | kiesett       | kiesett       |
| Manfred Germar                                                  | 100 m           | 11,0     | 5.       | kiesett     | kiesett     | kiesett  | kiesett  | kiesett       | kiesett       |
| Manfred Germar                                                  | 200 m           | 21,6     | 3.       | kiesett     | kiesett     | kiesett  | kiesett  | kiesett       | kiesett       |
| Marcel Wendelin                                                 | 200 m           | 21,6     | 1.       | 21,6        | 6.          | kiesett  | kiesett  | kiesett       | kiesett       |
| Carl Kaufmann                                                   | 400 m           | 47,3     | 1.       | 46,5        | 1.          | 45,7     | 1.       | 44,9          |               |
| Manfred Kinder                                                  | 400 m           | 46,7     | 1.       | 46,7        | 3.          | 46,0     | 3.       | 45,9          | 5.            |
| Hans-Joachim Reske                                              | 400 m           | 47,2     | 3.       | 47,3        | 4.          | kiesett  | kiesett  | kiesett       | kiesett       |
| Jörg Balke                                                      | 800 m           | 1:53,6   | 2.       | 1:48,8      | 3.          | 1:47,5   | 4.       | kiesett       | kiesett       |
| Manfred Matuschewski                                            | 800 m           | 1:51,0   | 3.       | 1:48,1      | 3.          | 1:47,4   | 3.       | 1:52,0        | 6.            |
| Paul Schmidt                                                    | 800 m           | 1:50,8   | 1.       | 1:51,2      | 1.          | 1:47,8   | 3.       | 1:47,6        | 4.            |
| Arthur Hannemann                                                | 1500 m          | 3:47,4   | 8.       |             |             |          |          | kiesett       | kiesett       |
| Adolf Schwarte                                                  | 1500 m          | 3:45,3   | 4.       |             |             |          |          | kiesett       | kiesett       |
| Siegfried Valentin                                              | 1500 m          | 3:46,9   | 6.       |             |             |          |          | kiesett       | kiesett       |
| Horst Flosbach                                                  | 5000 m          | 14:08,4  | 1.       |             |             |          |          | 14:06,6       | 8.            |
| Friedrich Janke                                                 | 5000 m          | 14:04,4  | 1.       |             |             |          |          | 13:46,8       | 4.            |
| Hans Grodotzki                                                  | 5000 m          | 14:01,2  | 1.       |             |             |          |          | 13:44,6       |               |
| Hans Grodotzki                                                  | 10 000 m        |          | 28:37,0  |             |             |          |          |               |               |
| Xaver Höger                                                     | 10 000 m        |          | 29:58,0  | 17.         |             |          |          |               |               |
| Gerhard Hönicke                                                 | 10 000 m        |          | 29:20,4  | 12.         |             |          |          |               |               |
| Klaus Gerbig                                                    | 110 m gát       | 14,7     | 4.       | 14,8        | 5.          | kiesett  | kiesett  | kiesett       | kiesett       |
| Martin Lauer                                                    | 110 m gát       | 14,3     | 1.       | 13,9        | 1.          | 14,0     | 2.       | 14,0          | 4.            |
| Karl-Ernst Schottes                                             | 110 m gát       | 14,8     | 2.       | 14,6        | 6.          | kiesett  | kiesett  | kiesett       | kiesett       |
| Wolfgang Fischer                                                | 400 m gát       | 53,2     | 4.       |             | kiesett     | kiesett  | kiesett  | kiesett       |               |
| Helmut Janz                                                     | 400 m gát       | 51,1     | 1.       |             | 51,4        | 3.       | 49,9     | 4.            |               |
| Willi Matthias                                                  | 400 m gát       | 52,1     | 2.       |             | 51,8        | 6.       | kiesett  | kiesett       |               |
| Hermann Buhl                                                    | 3000 m akadály  | 8:49,6   | 4.       |             |             |          |          | kiesett       | kiesett       |
| Hans Hüneke                                                     | 3000 m akadály  | 8:50,4   | 3.       |             |             |          |          | nem ért célba | nem ért célba |
| Ludwig Müller                                                   | 3000 m akadály  | 8:49,6   | 2.       |             |             |          |          | 9:01,6        | 6.            |
| Bruno Bartholome                                                | Maraton         |          |          |             |             |          |          | 2:28:39,0     | 28.           |
| Lothar Beckert                                                  | Maraton         |          |          |             |             |          |          | 2:40:10,0     | 56.           |
| Günter Havenstein                                               | Maraton         |          |          |             |             |          |          | 2:41:14,0     | 57.           |
| Hannes Koch                                                     | 20 km gyaloglás |          |          |             |             |          |          | 1:41:53,4     | 16.           |
| Siegfried Lefanczik                                             | 20 km gyaloglás |          |          |             |             |          |          | kizárták      | kizárták      |
| Dieter Lindner                                                  | 20 km gyaloglás |          |          |             |             |          |          | 1:35:33,8     | 4.            |
| Horst Astroth                                                   | 50 km gyaloglás |          |          |             |             |          |          | 4:50:57,0     | 16.           |
| Kurt Sakowski                                                   | 50 km gyaloglás |          |          |             |             |          |          | kizárták      | kizárták      |
| Max Weber                                                       | 50 km gyaloglás |          |          |             |             |          |          | 4:44:47,4     | 13.           |
| Bernd Cullmann Armin Hary Walter Mahlendorf Martin Lauer        | 4 × 100 m váltó | 39,5     | 1.       |             | 39,7        | 1.       | 39,5     |               |               |
| Hans-Joachim Reske Manfred Kinder Johannes Kaiser Carl Kaufmann | 4 × 400 m váltó | 3:10,4   | 1.       |             | 3:07,4      | 2.       | 3:02,7   |               |               |

| Versenyző          | Versenyszám   | Selejtező | Selejtező | Döntő    | Döntő    |
| Versenyző          | Versenyszám   | Eredmény  | Helyezés  | Eredmény | Helyezés |
| ------------------ | ------------- | --------- | --------- | -------- | -------- |
| Werner Pfeil       | Magasugrás    | 195 cm    | =19.      | kiesett  | kiesett  |
| Theo Püll          | Magasugrás    | 200 cm    | 11.       | 203 cm   | =7.      |
| Peter Riebensahm   | Magasugrás    | 195 cm    | =24.      | kiesett  | kiesett  |
| Peter Laufer       | Rúdugrás      | 420 cm    | =14.      | kiesett  | kiesett  |
| Günter Malcher     | Rúdugrás      | 440 cm    | =4.       | 450 cm   | 5.       |
| Manfred Preußger   | Rúdugrás      | 420 cm    | =14.      | kiesett  | kiesett  |
| Fritz Köppen       | Távolugrás    | 732 cm    | 19.       | kiesett  | kiesett  |
| Manfred Molzberger | Távolugrás    | 746 cm    | 10.       | 749 cm   | 9.       |
| Manfred Steinbach  | Távolugrás    | 770 cm    | 4.        | 800 cm   | 4.       |
| Manfred Hinze      | Hármasugrás   | 15,86 m   | 5.        | 15,93 m  | 7.       |
| Karl Thierfelder   | Hármasugrás   | 15,08 m   | 23.       | kiesett  | kiesett  |
| Jörg Wischmeier    | Hármasugrás   | 15,23 m   | 20.       | kiesett  | kiesett  |
| Hermann Lingnau    | Súlylökés     | 16,87 m   | 12.       | 16,98 m  | 12.      |
| Dieter Urbach      | Súlylökés     | 17,09 m   | 8.        | 17,47 m  | 7.       |
| Fritz Kühl         | Súlylökés     | 15,71 m   | 20.       | kiesett  | kiesett  |
| Fritz Kühl         | Diszkoszvetés | 50,40 m   | 30.       | kiesett  | kiesett  |
| Manfred Grieser    | Diszkoszvetés | 52,20 m   | 21.       | 52,69 m  | 16.      |
| Lothar Milde       | Diszkoszvetés | 53,04 m   | 13.       | 53,33 m  | 12.      |
| Siegfried Lorenz   | Kalapácsvetés | 59,06 m   | 23.       | kiesett  | kiesett  |
| Manfred Losch      | Kalapácsvetés | 59,38 m   | 20.       | kiesett  | kiesett  |
| Claus Peter        | Kalapácsvetés | 59,83 m   | 17.       | kiesett  | kiesett  |
| Erich Ahrendt      | Gerelyhajítás | 73,29 m   | 16.       | kiesett  | kiesett  |
| Walter Krüger      | Gerelyhajítás | 78,81 m   | 4.        | 79,36 m  |          |
| Hermann Salomon    | Gerelyhajítás | 75,12 m   | 9.        | 74,11 m  | 12.      |

| Versenyző       | Versenyszám | 100 m | 100 m | Távolugrás               | Távolugrás | Súlylökés | Súlylökés | Magasugrás | Magasugrás | 400 m | 400 m | 110 m gát | 110 m gát | Diszkoszvetés | Diszkoszvetés | Rúdugrás | Rúdugrás | Gerelyhajítás | Gerelyhajítás | 1500 m | 1500 m | Végeredmény | Végeredmény |
| Versenyző       | Versenyszám | Idő   | Pont  | Eredmény                 | Pont       | Eredmény  | Pont      | Eredmény   | Pont       | Idő   | Pont  | Idő       | Pont      | Eredmény      | Pont          | Eredmény | Pont     | Eredmény      | Pont          | Idő    | Pont   | Pont        | Helyezés    |
| --------------- | ----------- | ----- | ----- | ------------------------ | ---------- | --------- | --------- | ---------- | ---------- | ----- | ----- | --------- | --------- | ------------- | ------------- | -------- | -------- | ------------- | ------------- | ------ | ------ | ----------- | ----------- |
| Manfred Bock    | Tízpróba    | 11,4  | 768   | 679 cm                   | 722        | 12,03 m   | 584       | 185 cm     | 832        | 50,5  | 807   | 16,1      | 575       | 37,69 m       | 564           | 390 cm   | 695      | 63,63 m       | 817           | 4:27,6 | 530    | 6894        | 10.         |
| Klaus Grogorenz | Tízpróba    | 10,8  | 990   | 693 cm                   | 764        | 12,42 m   | 619       | 173 cm     | 689        | 48,0  | 1015  | 16,9      | 443       | 40,12 m       | 630           | 370 cm   | 596      | 60,81 m       | 750           | 4:27,0 | 536    | 7032        | 8.          |
| Walter Meier    | Tízpróba    | 11,3  | 800   | érvényes kísérlet nélkül | 0          | 13,68 m   | 738       | 183 cm     | 806        | 49,5  | 884   | 16,0      | 593       | 39,18 m       | 603           | 370 cm   | 596      | 47,33 m       | 480           | 4:30,6 | 500    | 6000        | 16.         |

Női
| Versenyző                                                 | Versenyszám     | Előfutam | Előfutam | Negyeddöntő      | Negyeddöntő      | Elődöntő | Elődöntő | Döntő   | Döntő    |
| Versenyző                                                 | Versenyszám     | Idő      | Hely.    | Idő              | Hely.            | Idő      | Hely.    | Idő     | Helyezés |
| --------------------------------------------------------- | --------------- | -------- | -------- | ---------------- | ---------------- | -------- | -------- | ------- | -------- |
| Zenta Gastl-Kopp                                          | 80 m gát        | 10,9     | 1.       |                  | 11,0             | 4.       | kiesett  | kiesett |          |
| Karin Balzer                                              | 80 m gát        | 11,2     | 1.       |                  | 11,1             | 4.       | kiesett  | kiesett |          |
| Gisela Birkemeyer-Köhler                                  | 80 m gát        | 11,2     | 1.       |                  | 10,9             | 2.       | 11,0     |         |          |
| Gisela Birkemeyer-Köhler                                  | 100 m           | 12,2     | 2.       | 12,1             | 4.               | kiesett  | kiesett  | kiesett | kiesett  |
| Gisela Birkemeyer-Köhler                                  | 200 m           | 24,2     | 1.       |                  | 24,9             | 4.       | kiesett  | kiesett |          |
| Jutta Heine                                               | 200 m           | 23,9     | 1.       |                  | 24,0             | 2.       | 24,4     |         |          |
| Hannelore Raepke                                          | 200 m           | 24,2     | 3.       |                  | kiesett          | kiesett  | kiesett  | kiesett |          |
| Hannelore Raepke                                          | 100 m           | 12,3     | 4.       | nem állt rajthoz | nem állt rajthoz | kiesett  | kiesett  | kiesett | kiesett  |
| Brunhilde Hendrix                                         | 100 m           | 11,8     | 2.       | 11,9             | 2.               | 11,9     | 5.       | kiesett | kiesett  |
| Ursula Donath                                             | 800 m           | 2:07,8   | 1.       |                  |                  |          |          | 2:05,6  |          |
| Antje Gleichfeld                                          | 800 m           | 2:10,9   | 1.       |                  |                  |          |          | 2:06,5  | 5.       |
| Vera Kummerfeldt                                          | 800 m           | 2:07,2   | 3.       |                  |                  |          |          | 2:05,9  | 4.       |
| Martha Langbein Anni Biechl Brunhilde Hendrix Jutta Heine | 4 × 100 m váltó | 45,8     | 2.       |                  |                  |          |          | 44,8    |          |

| Versenyző                  | Versenyszám   | Selejtező                | Selejtező                | Döntő    | Döntő    |
| Versenyző                  | Versenyszám   | Eredmény                 | Helyezés                 | Eredmény | Helyezés |
| -------------------------- | ------------- | ------------------------ | ------------------------ | -------- | -------- |
| Karin Lenzke               | Magasugrás    | 160 cm                   | =16.                     | kiesett  | kiesett  |
| Ingrid Mickler-Becker      | Magasugrás    | 165 cm                   | =4.                      | 165 cm   | =9.      |
| Marlene Schmitz-Portz      | Magasugrás    | 165 cm                   | =2.                      | 165 cm   | =9.      |
| Hildrun Claus              | Távolugrás    | 621 cm                   | 2.                       | 621 cm   |          |
| Helga Hoffmann             | Távolugrás    | 590 cm                   | 12.                      | 611 cm   | 6.       |
| Renate Junker              | Távolugrás    | 600 cm                   | 7.                       | 619 cm   | 4.       |
| Renate Garisch-Culmberger  | Súlylökés     | 15,78 m                  | 5.                       | 15,94 m  | 6.       |
| Wilfriede Hoffmann         | Súlylökés     | 15,84 m                  | 4.                       | 15,14 m  | 8.       |
| Johanna Lüttge             | Súlylökés     | 15,51 m                  | 6.                       | 16,61 m  |          |
| Kriemhild Limberg-Hausmann | Diszkoszvetés | 50,86 m                  | 5.                       | 51,47 m  | 4.       |
| Doris Lorenz-Müller        | Diszkoszvetés | érvényes kísérlet nélkül | érvényes kísérlet nélkül | kiesett  | kiesett  |
| Irene Schuch               | Diszkoszvetés | 52,22 m                  | 2.                       | 49,86 m  | 9.       |
| Almut Brömmel              | Gerelyhajítás | 45,52 m                  | 16.                      | kiesett  | kiesett  |
| Anneliese Gerhards         | Gerelyhajítás | 48,33 m                  | 12.                      | 49,27 m  | 11.      |
| Erika Strößenreuther       | Gerelyhajítás | 46,85 m                  | 15.                      | kiesett  | kiesett  |

## Birkózás
Kötöttfogású
| Versenyző           | Versenyszám | 1. forduló                         | 1. forduló | 1. forduló | 2. forduló                           | 2. forduló | 2. forduló | 3. forduló                 | 3. forduló | 3. forduló | 4. forduló                          | 4. forduló | 4. forduló | 5. forduló                     | 5. forduló | 5. forduló | 6. forduló             | 6. forduló | 6. forduló | Döntő                                                          | Döntő   | Döntő   | Helyezés |
| Versenyző           | Versenyszám | Ellenfél Eredmény                  | Pont       | Hely.      | Ellenfél Eredmény                    | Pont       | Hely.      | Ellenfél Eredmény          | Pont       | Hely.      | Ellenfél Eredmény                   | Pont       | Hely.      | Ellenfél Eredmény              | Pont       | Hely.      | Ellenfél Eredmény      | Pont       | Hely.      | Ellenfél Eredmény                                              | Pont    | Hely.   | Helyezés |
| ------------------- | ----------- | ---------------------------------- | ---------- | ---------- | ------------------------------------ | ---------- | ---------- | -------------------------- | ---------- | ---------- | ----------------------------------- | ---------- | ---------- | ------------------------------ | ---------- | ---------- | ---------------------- | ---------- | ---------- | -------------------------------------------------------------- | ------- | ------- | -------- |
| Friedrich Stange    | 52 kg       | Ignazio Fabra (ITA) · 3-1          | 3          | =12.       | Georgi Moskov (BUL) · 3-1            | 6          | =14.       | kiesett                    | kiesett    | kiesett    | kiesett                             | kiesett    | kiesett    |                                |            |            |                        |            |            | kiesett                                                        | kiesett | kiesett | 14.      |
| Ewald Tauer         | 57 kg       | Gilbert Dubier (FRA) · 3-1         | 3          | =16.       | John Tveiten (NOR) · 1-3             | 4          | =13.       | Michel Nakouzi (LIB) · 3-1 | 7          | =13.       | kiesett                             | kiesett    | kiesett    | kiesett                        | kiesett    | kiesett    |                        |            |            | kiesett                                                        | kiesett | kiesett | 13.      |
| Gottlieb Neumair    | 62 kg       | Müzahir Sille (TUR) · 3-1          | 3          | =15.       | Masatoshi Takahira (JPN) · kétvállas | 3          | =10.       | Spas Penev (BUL) · 3-1     | 6          | =11.       | kiesett                             | kiesett    | kiesett    | kiesett                        | kiesett    | kiesett    | kiesett                | kiesett    | kiesett    | kiesett                                                        | kiesett | kiesett | 11.      |
| Edmund Seger        | 67 kg       | Adil Güngör (TUR) · 3-1            | 3          | =13.       | Erik Thomsen (DEN) · kétvállas       | 7          | =22.       | kiesett                    | kiesett    | kiesett    | kiesett                             | kiesett    | kiesett    | kiesett                        | kiesett    | kiesett    |                        |            |            | kiesett                                                        | kiesett | kiesett | 21.      |
| Günter Maritschnigg | 73 kg       | Fritz Fivian (USA) · 1-3           | 1          | =5.        | Hicham Ido (LIB) · kétvállas         | 1          | =1.        | Kiril Petkov (BUL) · 3-1   | 4          | =8.        | Bjarne Ansbøl (DEN) · 1-3           | 5          | =6.        | Matti Laakso (FIN) · kétvállas | 5          | =3.        | erőnyerő               | 5          | =1.        | René Schiermeyer (FRA) · 1-3 · Mithat Bayrak (TUR) · kétvállas | 10      | 2.      |          |
| Lothar Metz         | 79 kg       | Raymond Schummer (LUX) · kétvállas | 0          | =1.        | Marziano Magnani (ITA) · 1-3         | 1          | =2.        | Jiří Kormaník (TCH) · 2-2  | 3          | =4.        | Russell Camilleri (USA) · kétvállas | 3          | 4.         | Nikolay Chuchalov (URS) · 1-3  | 4          | =2.        | Ion Ţăranu (ROU) · 2-2 | 6          | 2.         | erőnyerő                                                       | 6       | 2.      |          |
| Herbert Albrecht    | 87 kg       | Rune Jansson (SWE) · 1-3           | 1          | =4.        | Howard George (USA) · 1-3            | 2          | =2.        | Givi Kartozija (URS) · 3-1 | 5          | =7.        | Antero Vanhanen (FIN) · kétvállas   | 9          | 9.         | kiesett                        | kiesett    | kiesett    |                        |            |            | kiesett                                                        | kiesett | kiesett | 9.       |
| Wilfried Dietrich   | +87 kg      | Ragnar Svensson (SWE) · 1-3        | 1          | =3.        | Ivan Bohdan (URS) · 2-2              | 3          | =5.        | Bohumil Kubát (TCH) · 2-2  | 5          | =5.        |                                     |            |            |                                |            |            |                        |            |            | Radoszlav Kaszabov (BUL) · kétvállas                           | 5       | 2.      |          |

Szabadfogású
| Versenyző          | Versenyszám | 1. forduló                        | 1. forduló | 1. forduló | 2. forduló                            | 2. forduló | 2. forduló | 3. forduló                             | 3. forduló | 3. forduló | 4. forduló                      | 4. forduló | 4. forduló | 5. forduló                           | 5. forduló | 5. forduló | 6. forduló                           | 6. forduló | 6. forduló | Döntő                                                          | Döntő   | Döntő   | Helyezés |
| Versenyző          | Versenyszám | Ellenfél Eredmény                 | Pont       | Hely.      | Ellenfél Eredmény                     | Pont       | Hely.      | Ellenfél Eredmény                      | Pont       | Hely.      | Ellenfél Eredmény               | Pont       | Hely.      | Ellenfél Eredmény                    | Pont       | Hely.      | Ellenfél Eredmény                    | Pont       | Hely.      | Ellenfél Eredmény                                              | Pont    | Hely.   | Helyezés |
| ------------------ | ----------- | --------------------------------- | ---------- | ---------- | ------------------------------------- | ---------- | ---------- | -------------------------------------- | ---------- | ---------- | ------------------------------- | ---------- | ---------- | ------------------------------------ | ---------- | ---------- | ------------------------------------ | ---------- | ---------- | -------------------------------------------------------------- | ------- | ------- | -------- |
| Paul Neff          | 52 kg       | Carlo Vitrano (ITA) · 1-3         | 1          | =8.        | Dieter Gröning (AUS) · kétvállas      | 1          | =4.        | André Zoete (FRA) · kétvállas          | 1          | =2.        | erőnyerő                        | 1          | 2.         | Ahmet Bilek (TUR) · kétvállas        | 5          | 4.         | Macubara Maszajuki (JPN) · kétvállas | 9          | 4.         | kiesett                                                        | kiesett | kiesett | 4.       |
| Fred Kämmerer      | 57 kg       | Eduardo Campbell (PAN) · 1-3      | 1          | =6.        | Edvin Vesterby (SWE) · 1-3            | 2          | =5.        | Tadeusz Trojanowski (POL) · 3-1        | 5          | =8.        | Mihail Sahov (URS) · kétvállas  | 9          | 9.         | kiesett                              | kiesett    | kiesett    |                                      |            |            | kiesett                                                        | kiesett | kiesett | 9.       |
| Christian Luschnig | 62 kg       | Sztancso Ivanov (BUL) · kétvállas | 4          | =18.       | Albert Aspen (GBR) · 2-2              | 6          | =19.       | kiesett                                | kiesett    | kiesett    | kiesett                         | kiesett    | kiesett    | kiesett                              | kiesett    | kiesett    | kiesett                              | kiesett    | kiesett    | kiesett                                                        | kiesett | kiesett | 19.      |
| Horst Bergmann     | 67 kg       | Enyu Valcsev (BUL) · 3-1          | 3          | =13.       | Garibaldo Nizzola (ITA) · 3-1         | 6          | =17.       | kiesett                                | kiesett    | kiesett    | kiesett                         | kiesett    | kiesett    | kiesett                              | kiesett    | kiesett    |                                      |            |            | kiesett                                                        | kiesett | kiesett | 17.      |
| Martin Heinze      | 73 kg       | erőnyerő                          | 0          | =1.        | İsmail Oğan (TUR) · 3-1               | 3          | 8.         | Vahtang Balavadze (URS) · 2-2          | 5          | =9.        | Yutaka Kaneko (JPN) · kétvállas | 9          | =9.        | kiesett                              | kiesett    | kiesett    |                                      |            |            | kiesett                                                        | kiesett | kiesett | 9.       |
| Georg Utz          | 79 kg       | Henri Mottier (SUI) · kétvállas   | 0          | =1.        | Georgij Szhirtladze (URS) · kétvállas | 4          | =10.       | Viljo Punkari (FIN) · 1-3              | 5          | =9.        | Ed DeWitt (USA) · 3-1           | 8          | 9.         |                                      |            |            |                                      |            |            | kiesett                                                        | kiesett | kiesett | 9.       |
| Dieter Rauchbach   | 87 kg       | Viking Palm (SWE) · 3-1           | 3          | =11.       | Sajan Singh (IND) · kétvállas         | 7          | =15.       | kiesett                                | kiesett    | kiesett    | kiesett                         | kiesett    | kiesett    | kiesett                              | kiesett    | kiesett    |                                      |            |            | kiesett                                                        | kiesett | kiesett | 15.      |
| Wilfried Dietrich  | +87 kg      | Ray Mitchell (AUS) · kétvállas    | 0          | =1.        | Max Widmer (SUI) · kétvállas          | 0          | =1.        | Yaqub-Ali Shourvarzi (IRI) · kétvállas | 0          | =1.        | Bertil Antonsson (SWE) · 1-3    | 1          | 2.         | Pietro Marascalchi (ITA) · kétvállas | 1          | 1.         |                                      |            |            | Szavkuz Dzaraszov (URS) · kétvállas · Hamit Kaplan (TUR) · 2-2 | 3       | 1.      |          |

## Evezés
| Versenyző | Versenyszám              | Előfutam | Előfutam | Vigaszág | Vigaszág | Elődöntő | Elődöntő | Döntő   | Döntő   | Helyezés    |
| Versenyző | Versenyszám              | Idő      | Hely.    | Idő      | Hely.    | Idő      | Hely.    | Idő     | Hely.   | Helyezés    |
| --- | ------------------------ | -------- | -------- | -------- | -------- | -------- | -------- | ------- | ------- | ----------- |
| Achim Hill | Egypárevezős             | 7:23,55  | 2.       | 7:31,04  | 1.       |          |          | 7:20,21 | 2.      |             |
| Heinz Becher Günter Schroers | Kétpárevezős             | 6:52,05  | 5.       | 6:55,15  | 3.       |          |          | kiesett | kiesett | helyezetlen |
| Jochen Neuling Heinz Weigel | Kormányos nélküli kettes | 7:04,71  | 1.       | erőnyerő | erőnyerő | 7:30,03  | 1.       | 7:08,81 | 4.      | 4.          |
| Bernhard Knubel Heinz Renneberg Klaus Zerta (kormányos)                                                                                               | Kormányos kettes         | 7:31,64  | 1.       | erőnyerő | erőnyerő |          |          | 7:29,14 | 1.      |             |
| Victor Hendrix Manfred Kluth Georg Niermann Albrecht Wehselau                                                                                         | Kormányos nélküli négyes | 6:36,81  | 3.       | 6:27,61  | 2.       |          |          | kiesett | kiesett | helyezetlen |
| Gerd Cintl Horst Effertz Klaus Riekemann Jürgen Litz Michael Obst (kormányos)                                                                         | Kormányos négyes         | 6:34,55  | 1.       | erőnyerő | erőnyerő | 7:00,47  | 1.       | 6:39,12 | 1.      |             |
| Manfred Rulffs Walter Schröder Frank Schepke Kraft Schepke Karl-Heinrich von Groddeck Karl-Heinz Hopp Klaus Bittner Hans Lenk Willi Padge (kormányos) | Nyolcas                  | 6:03,34  | 1.       | erőnyerő | erőnyerő |          |          | 5:57,18 | 1.      |             |

## Gyeplabda
| Egyesült Német Csapat férfi gyeplabdacsapat-játékoskeret                                                               | Egyesült Német Csapat férfi gyeplabdacsapat-játékoskeret                                                              |
| --- | --- |
| - Willi Brendel - Hugo Budinger - Christian Büchting - Werner Delmes - Wolfgang End - Eberhard Ferstl - Klaus Greinert | - Carsten Keller - Dieter Krause - Helmut Nonn - Norbert Schuler - Günther Ullerich - Herbert Winters - Klaus Woeller |

### Eredmények
| Színmagyarázat                                                                                           |
| --- |
| A csoportok első két helyezettje bejutott a negyeddöntőbe.                                               |
| A csoportok harmadik helyezettjei a 9–12. helyért, a negyedik helyezettjei a 13–16. helyért játszhattak. |

Csoportkör
C csoport
| Csapat                      | M | Gy | D | V | G+ | G– | Gk  | P |
| --------------------------- | - | -- | - | - | -- | -- | --- | - |
| Kenya (KEN)                 | 3 | 2  | 1 | 0 | 8  | 0  | +8  | 5 |
| Egyesült Német Csapat (EUA) | 3 | 2  | 0 | 1 | 10 | 1  | +9  | 4 |
| Franciaország (FRA)         | 3 | 1  | 1 | 1 | 2  | 5  | –3  | 3 |
| Olaszország (ITA)           | 3 | 0  | 0 | 3 | 0  | 14 | –14 | 0 |

| 1960. augusztus 29. 10:00 | Kenya (KEN)      | 1 – 0   | Egyesült Német Csapat (EUA) | Stadio dei Marmi Játékvezetők: Burgess (GBR), H. Singh (IND) |
| 1960. augusztus 29. 10:00 | H. Fernandes 45' | (0 – 0) |                             | Stadio dei Marmi Játékvezetők: Burgess (GBR), H. Singh (IND) |

| 1960. augusztus 31. 10:00 | Egyesült Német Csapat (EUA)             | 5 – 0   | Franciaország (FRA) | Olympic Velodrome Játékvezetők: Ghosh (IND), G. Singh (IND) |
| 1960. augusztus 31. 10:00 | Keller 23', 51', 61', 66' · Schuler 31' | (2 – 0) |                     | Olympic Velodrome Játékvezetők: Ghosh (IND), G. Singh (IND) |

| 1960. szeptember 3. 15:00 | Egyesült Német Csapat (EUA)              | 5 – 0   | Olaszország (ITA) | Olympic Velodrome Játékvezetők: de Bourguignon (BEL), Asselman (BEL) |
| 1960. szeptember 3. 15:00 | Keller 24', 43', 45' · Budinger 29', 41' | (2 – 0) |                   | Olympic Velodrome Játékvezetők: de Bourguignon (BEL), Asselman (BEL) |

Negyeddöntő
| 1960. szeptember 5. 14:30 | Pakisztán (PAK) | 2 – 1   | Egyesült Német Csapat (EUA) | Olympic Velodrome Játékvezetők: Asselman (BEL), de Bourguignon (BEL) |
| 1960. szeptember 5. 14:30 | Bunda 22', 62'  | (1 – 0) | Delmes 52'                  | Olympic Velodrome Játékvezetők: Asselman (BEL), de Bourguignon (BEL) |

Az 5–8. helyért
| 1960. szeptember 8. 15:00 | Új-Zéland (NZL) | 1 – 0   | Egyesült Német Csapat (EUA) | Campo Tre Fontane Játékvezetők: van Ballgoijen de Jong (NED), H. Singh (IND) |
| 1960. szeptember 8. 15:00 | McGregor 11'    | (1 – 0) |                             | Campo Tre Fontane Játékvezetők: van Ballgoijen de Jong (NED), H. Singh (IND) |

A 7. helyért
| — | Kenya (KEN) | — | Egyesült Német Csapat (EUA) |  |
| — |             |   |                             |  |

- Váratlan események miatt a német csapat nem tudott játszani, mindkét csapat hivatalosan a hetedik helyen végzett.

| Csapat                      | Helyezés |
| --------------------------- | -------- |
| Egyesült Német Csapat (EUA) | =7.      |

## Kajak-kenu
Férfi
| Versenyző                                                   | Versenyszám           | Előfutam | Előfutam | Vigaszág | Vigaszág | Elődöntő | Elődöntő | Döntő   | Döntő    |
| Versenyző                                                   | Versenyszám           | Idő      | Hely.    | Idő      | Hely.    | Idő      | Hely.    | Idő     | Helyezés |
| ----------------------------------------------------------- | --------------------- | -------- | -------- | -------- | -------- | -------- | -------- | ------- | -------- |
| Wolfgang Lange                                              | Kajak egyes 1000 m    | 4:05,08  | 3.       | erőnyerő | erőnyerő | 4:02,88  | 2.       | 4:03,05 | 7.       |
| Wolfgang Lange Dieter Krause                                | Kajak kettes 1000 m   | 3:37,87  | 1.       | erőnyerő | erőnyerő | 3:49,52  | 2.       | 3:41,46 | 8.       |
| Dieter Krause Günter Perleberg Paul Lange Friedhelm Wentzke | Kajak váltó 4 × 500 m | 7:54,38  | 1.       | erőnyerő | erőnyerő | 7:43,92  | 1.       | 7:39,43 |          |
| Detlef Lewe                                                 | Kenu egyes 1000 m     | 4:43,07  | 5.       | 4:46,99  | 1.       | 4:47,06  | 3.       | 4:39,72 | 6.       |
| Willi Mehlberg Werner Ulrich                                | Kenu kettes 1000 m    | 4:39,44  | 5.       | 4:50,23  | 3.       |          |          | 4:31,68 | 7.       |

Női
| Versenyző                    | Versenyszám        | Előfutam | Előfutam | Vigaszág | Vigaszág | Elődöntő | Elődöntő | Döntő   | Döntő    |
| Versenyző                    | Versenyszám        | Idő      | Hely.    | Idő      | Hely.    | Idő      | Hely.    | Idő     | Helyezés |
| ---------------------------- | ------------------ | -------- | -------- | -------- | -------- | -------- | -------- | ------- | -------- |
| Therese Zenz                 | Kajak egyes 500 m  | 2:09,73  | 2.       | erőnyerő | erőnyerő | 2:08,51  | 1.       | 2:08,22 |          |
| Therese Zenz Ingrid Hartmann | Kajak kettes 500 m | 1:59,01  | 2.       | erőnyerő | erőnyerő |          |          | 1:56,66 |          |

## Kerékpározás

### Országúti kerékpározás
| Versenyző                                              | Versenyszám     | Idő             | Helyezés |
| ------------------------------------------------------ | --------------- | --------------- | -------- |
| Egon Adler                                             | Mezőnyverseny   | 4:20:57 (+0:20) | 20.      |
| Bernhard Eckstein                                      | Mezőnyverseny   | 4:20:57 (+0:20) | 22.      |
| Erich Hagen                                            | Mezőnyverseny   | 4:20:57 (+0:20) | 21.      |
| Gustav-Adolf Schur                                     | Mezőnyverseny   | 4:20:57 (+0:20) | 23.      |
| Egon Adler Erich Hagen Günter Lörke Gustav-Adolf Schur | Csapat időfutam | 2:16:56,31      |          |

### Pálya-kerékpározás
Sprintverseny
| Versenyző        | Versenyszám  | 1. forduló                                         | 1. forduló | Vigaszág selejtező   | Vigaszág selejtező | Vigaszág döntő         | Vigaszág döntő | Nyolcaddöntő                                            | Nyolcaddöntő | Vigaszág selejtező                                     | Vigaszág selejtező | Vigaszág döntő       | Vigaszág döntő | Negyeddöntő                    | Elődöntő             | Döntő                | Helyezés    |
| Versenyző        | Versenyszám  | Ellenfelek Győztes idő                             | Hely.      | Ellenfél Győztes idő | Hely.              | Ellenfelek Győztes idő | Hely.          | Ellenfelek Győztes idő                                  | Hely.        | Ellenfelek Győztes idő                                 | Hely.              | Ellenfél Győztes idő | Hely.          | Ellenfél Győztes idő           | Ellenfél Győztes idő | Ellenfél Győztes idő | Helyezés    |
| ---------------- | ------------ | -------------------------------------------------- | ---------- | -------------------- | ------------------ | ---------------------- | -------------- | ------------------------------------------------------- | ------------ | ------------------------------------------------------ | ------------------ | -------------------- | -------------- | ------------------------------ | -------------------- | -------------------- | ----------- |
| Günter Kaslowski | Férfi egyéni | Gilbert De Rieck (BEL) · Cenobio Ruiz (MEX) · 12,0 | 1.         |                      |                    |                        |                | Sante Gaiardoni (ITA) · Imants Bodnieks (URS) · 12,0    | 3.           | Kurt Rechsteiner (SUI) · Gilbert De Rieck (BEL) · 11,5 | 2.                 | kiesett              | kiesett        | kiesett                        | kiesett              | kiesett              | helyezetlen |
| August Rieke     | Férfi egyéni | Jackie Simes (USA) · Paul Nyman (FIN) · 11,9       | 1.         |                      |                    |                        |                | Piet van der Touw (NED) · Borisz Vasziljev (URS) · 11,7 | 1.           |                                                        |                    |                      |                | Ron Baensch (AUS) · 12,2, 12,0 | kiesett              | kiesett              | 5.          |

Időfutam
| Versenyző       | Versenyszám  | Idő     | Helyezés |
| --------------- | ------------ | ------- | -------- |
| Dieter Gieseler | Férfi egyéni | 1:08,75 |          |

Tandem
| Versenyző                  | Versenyszám     | 1. forduló                                          | Vigaszág selejtező   | Vigaszág döntő       | Negyeddöntő                                                           | Elődöntő                                                             | Döntő                                                                  | Helyezés |
| Versenyző                  | Versenyszám     | Ellenfél Győztes idő                                | Ellenfél Győztes idő | Ellenfél Győztes idő | Ellenfél Győztes idő                                                  | Ellenfél Győztes idő                                                 | Ellenfél Győztes idő                                                   | Helyezés |
| -------------------------- | --------------- | --------------------------------------------------- | -------------------- | -------------------- | --------------------------------------------------------------------- | -------------------------------------------------------------------- | ---------------------------------------------------------------------- | -------- |
| Jürgen Simon Lothar Stäber | Férfi kétüléses | Ausztrália (AUS) · Joey Browne · Geoff Smith · 11,1 |                      |                      | Csehszlovákia (TCH) · Juraj Miklušica · Dušan Škvarenina · 11,0, 10,8 | Szovjetunió (URS) · Borisz Vasziljev · Vlagyimir Leonov · 11,0, 11,0 | Olaszország (ITA) · Giuseppe Beghetto · Sergio Bianchetto · 10,7, 10,3 |          |

Üldözőverseny
| Versenyző                                                    | Versenyszám  | Selejtező                                                                                  | Selejtező | Selejtező | Negyeddöntő                                                                          | Negyeddöntő | Negyeddöntő | Elődöntő                                                                                     | Elődöntő  | Elődöntő | Döntő                                                                                      | Döntő     | Helyezés |
| Versenyző                                                    | Versenyszám  | Ellenfél Idő                                                                               | Saját idő | Hely.     | Ellenfél Idő                                                                         | Saját idő   | Hely.       | Ellenfél Idő                                                                                 | Saját idő | Hely.    | Ellenfél Idő                                                                               | Saját idő | Helyezés |
| ------------------------------------------------------------ | ------------ | ------------------------------------------------------------------------------------------ | --------- | --------- | ------------------------------------------------------------------------------------ | ----------- | ----------- | -------------------------------------------------------------------------------------------- | --------- | -------- | ------------------------------------------------------------------------------------------ | --------- | -------- |
| Bernd Barleben Peter Gröning Manfred Klieme Siegfried Köhler | Férfi csapat | Olaszország (ITA) · Luigi Arienti · Franco Testa · Mario Vallotto · Marino Vigna · 4:38,41 | 4:40,33   | 2.        | Dánia (DEN) · Leif Larsen · John Lundgren · Jens Sørensen · Kurt vid Stein · 4:37,44 | 4:29,32     | 1.          | Franciaország (FRA) · Guy Claud · Marcel Delattre · Michel Nédélec · Jacques Suire · 4:37,17 | 4:33,46   | 1.       | Olaszország (ITA) · Luigi Arienti · Franco Testa · Mario Vallotto · Marino Vigna · 4:30,90 | 4:35,78   |          |

## Lovaglás
Díjlovaglás
| Versenyző          | Ló        | Versenyszám | Selejtező | Selejtező | Döntő   | Döntő   | Végeredmény | Végeredmény |
| Versenyző          | Ló        | Versenyszám | Pont      | Hely.     | Pont    | Hely.   | Pont        | Helyezés    |
| ------------------ | --------- | ----------- | --------- | --------- | ------- | ------- | ----------- | ----------- |
| Josef Neckermann   | Asbach    | Egyéni      | 1071,0    | 2.        | 1011,0  | 4.      | 2082,0      |             |
| Rosemarie Springer | Doublette | Egyéni      | 985,0     | 7.        | kiesett | kiesett | 985,0       | 7.          |

Díjugratás
| Versenyző                                               | Ló                  | Versenyszám | 1. forduló | 1. forduló | 2. forduló | 2. forduló | Összesen | Összesen |
| Versenyző                                               | Ló                  | Versenyszám | Pont       | Hely.      | Pont       | Hely.      | Pont     | Helyezés |
| ------------------------------------------------------- | ------------------- | ----------- | ---------- | ---------- | ---------- | ---------- | -------- | -------- |
| Alwin Schockemöhle                                      | Ferdle              | Egyéni      | 35,75      | 37.        | 12,25      | 9.         | 48,00    | =26.     |
| Fritz Thiedemann                                        | Meteor              | Egyéni      | 13,50      | 9.         | 12,00      | =4.        | 25,50    | 6.       |
| Hans Günter Winkler                                     | Halla               | Egyéni      | 17,00      | 17.        | 8,00       | =2.        | 25,00    | 5.       |
| Alwin Schockemöhle Fritz Thiedemann Hans Günter Winkler | Ferdle Meteor Halla | Csapat      | 25,75      | 1.         | 20,75      | 1.         | 46,50    |          |

Lovastusa
| Versenyző                                                  | Ló                                      | Versenyszám | Díjlovaglás | Díjlovaglás | Tereplovaglás | Tereplovaglás | Díjugratás | Díjugratás | Végeredmény | Végeredmény |
| Versenyző                                                  | Ló                                      | Versenyszám | Bünt.       | Hely.       | Bünt.         | Hely.         | Bünt.      | Hely.      | Bünt.       | Helyezés    |
| ---------------------------------------------------------- | --------------------------------------- | ----------- | ----------- | ----------- | ------------- | ------------- | ---------- | ---------- | ----------- | ----------- |
| Reiner Klimke                                              | Winzerin                                | Egyéni      | -126,51     | 32.         | -24,80        | =20.          | -22,00     | 27.        | -173,31     | 18.         |
| Ottokar Pohlmann                                           | Polarfuchs                              | Egyéni      | -81,00      | 5.          | nem ért célba | nem ért célba | kiesett    | kiesett    | kiesett     | kiesett     |
| Gerhard Schulz                                             | Wanderlilli                             | Egyéni      | -119,01     | 25.         | 11,20         | 14.           | -41,50     | 32.        | -149,31     | 14.         |
| Klaus Wagner                                               | Famulus                                 | Egyéni      | -95,50      | 12.         | kizárták      | kizárták      | kiesett    | kiesett    | kiesett     | kiesett     |
| Reiner Klimke Ottokar Pohlmann Gerhard Schulz Klaus Wagner | Winzerin Polarfuchs Wanderlilli Famulus | Csapat      | -295,51     | 3.          | nem ért célba | nem ért célba | kiesett    | kiesett    | kiesett     | kiesett     |

## Műugrás
Férfi
| Versenyző          | Versenyszám        | Selejtező | Selejtező | Elődöntő | Elődöntő | Elődöntő | Döntő   | Döntő   | Döntő    |
| Versenyző          | Versenyszám        | Pont      | Helyezés  | Pont     | Össz.    | Helyezés | Pont    | Össz.   | Helyezés |
| ------------------ | ------------------ | --------- | --------- | -------- | -------- | -------- | ------- | ------- | -------- |
| Rudi Oertel        | Egyéni műugrás     | 51,80     | 15.       | 40,10    | 91,90    | 11.      | kiesett | kiesett | kiesett  |
| Hans-Dieter Pophal | Egyéni műugrás     | 55,10     | 4.        | 39,81    | 94,91    | 5.       | 39,04   | 133,95  | 8.       |
| Fritz Enskat       | Egyéni toronyugrás | 51,23     | 13.       | 41,80    | 93,03    | 7.       | 45,83   | 138,86  | 7.       |
| Rolf Sperling      | Egyéni toronyugrás | 57,25     | 2.        | 39,58    | 96,83    | 4.       | 55,00   | 151,83  | 5.       |

Női
| Versenyző       | Versenyszám        | Selejtező | Selejtező | Elődöntő | Elődöntő | Elődöntő | Döntő   | Döntő   | Döntő    |
| Versenyző       | Versenyszám        | Pont      | Helyezés  | Pont     | Össz.    | Helyezés | Pont    | Össz.   | Helyezés |
| --------------- | ------------------ | --------- | --------- | -------- | -------- | -------- | ------- | ------- | -------- |
| Waltraud Oertel | Egyéni műugrás     | 48,64     | 11.       | 35,85    | 84,49    | 10.      | kiesett | kiesett | kiesett  |
| Ingrid Krämer   | Egyéni műugrás     | 56,23     | 1.        | 42,37    | 98,60    | 1.       | 57,21   | 155,81  |          |
| Ingrid Krämer   | Egyéni toronyugrás | 56,30     | 1.        |          |          |          | 34,98   | 91,28   |          |
| Gabriele Schöpe | Egyéni toronyugrás | 48,81     | 15.       |          |          |          | kiesett | kiesett | kiesett  |

## Ökölvívás
| Versenyző       | Versenyszám   | Selejtező         | 32-es főtábla                    | Nyolcaddöntő                              | Negyeddöntő                 | Elődöntő                  | Döntő             | Helyezés |
| Versenyző       | Versenyszám   | Ellenfél Eredmény | Ellenfél Eredmény                | Ellenfél Eredmény                         | Ellenfél Eredmény           | Ellenfél Eredmény         | Ellenfél Eredmény | Helyezés |
| --------------- | ------------- | ----------------- | -------------------------------- | ----------------------------------------- | --------------------------- | ------------------------- | ----------------- | -------- |
| Manfred Homberg | Légsúly       | erőnyerő          | Henryk Kukier (POL) · 5-0        | Daniel Lee (GBR) · 4-1                    | Szergej Szivko (URS) · 0-5  | kiesett                   | kiesett           | 5.       |
| Horst Rascher   | Harmatsúly    | erőnyerő          | Marcel Bellefeuille (CAN) · 5-0  | Nagy József (HUN) · 4-1                   | Brunon Bendig (POL) · 2-3   | kiesett                   | kiesett           | 5.       |
| Werner Kirsch   | Pehelysúly    |                   | Mohamed Hassan (MAR) · 4-1       | Constantin Gheorghiu (ROU) · visszalépett | kiesett                     | kiesett                   | kiesett           | 9.       |
| Harry Lempio    | Könnyűsúly    | erőnyerő          | Noureddine Dziri (TUN) · KO      | Kazimierz Paździor (POL) · 1-4            | kiesett                     | kiesett                   | kiesett           | 9.       |
| Werner Busse    | Kisváltósúly  | erőnyerő          | Vladimir Jengibarján (URS) · RSC | kiesett                                   | kiesett                     | kiesett                   | kiesett           | 17.      |
| Bruno Guse      | Váltósúly     | erőnyerő          | Jurij Radonyak (URS) · 2-3       | kiesett                                   | kiesett                     | kiesett                   | kiesett           | 17.      |
| Rolf Caroli     | Nagyváltósúly |                   | Pedro Votta (URU) · 2-3          | kiesett                                   | kiesett                     | kiesett                   | kiesett           | 17.      |
| Eberhard Radzik | Középsúly     |                   | Moussa El-Gelidi (RAU) · RSC     | kiesett                                   | kiesett                     | kiesett                   | kiesett           | 17.      |
| Emil Willer     | Félnehézsúly  |                   | erőnyerő                         | Zbigniew Pietrzykowski (POL) · 0-5        | kiesett                     | kiesett                   | kiesett           | 9.       |
| Günter Siegmund | Nehézsúly     |                   | erőnyerő                         | Max Bösiger (SUI) · RSC                   | Vasile Mariuţan (ROU) · 5-0 | Daniel Bekker (RSA) · 1-4 | kiesett           |          |

## Öttusa
| Versenyző                                     | Versenyszám | Lovaglás | Lovaglás | Lovaglás | Lovaglás | Vívás    | Vívás | Vívás | Lövészet | Lövészet | Lövészet | Úszás  | Úszás | Úszás | Futás   | Futás | Futás | Összesen    | Összesen |
| Versenyző                                     | Versenyszám | Idő      | Bünt.    | Pont     | Hely.    | Eredmény | Pont  | Hely. | Pontszám | Pont     | Hely.    | Idő    | Pont  | Hely. | Idő     | Pont  | Hely. | Összes pont | Helyezés |
| --------------------------------------------- | ----------- | -------- | -------- | -------- | -------- | -------- | ----- | ----- | -------- | -------- | -------- | ------ | ----- | ----- | ------- | ----- | ----- | ----------- | -------- |
| Ralf Berckhan                                 | Egyéni      | 9:07,0   | 0        | 979      | 34.      | 20–37    | 471   | 50.   | 129      | 0        | 58.      | 4:19,7 | 905   | 24.   | 16:38,0 | 706   | 50.   | 3061        | 55.      |
| Wolfgang Gödicke                              | Egyéni      | 9:24,0   | 340      | 588      | 54.      | 32–25    | 747   | 19.   | 188      | 860      | 12.      | 4:10,0 | 950   | 16.   | 14:21,1 | 1117  | 11.   | 4262        | 28.      |
| Dieter Krickow                                | Egyéni      | 10:38,0  | 0        | 706      | 51.      | 30–27    | 701   | 28.   | 176      | 620      | 46.      | 4:29,4 | 855   | 34.   | 15:34,0 | 898   | 36.   | 3780        | 48.      |
| Ralf Berckhan Wolfgang Gödicke Dieter Krickow | Csapat      |          |          | 2273     | 15.      |          | 1756  | 12.   |          | 1480     | 16.      |        | 2710  | 6.    |         | 2721  | 12.   | 10940       | 16.      |

## Sportlövészet
Férfi
| Versenyző           | Versenyszám                    | Selejtező | Selejtező | Selejtező | Döntő | Döntő    |
| Versenyző           | Versenyszám                    | Csoport   | Pont      | Helyezés  | Pont  | Helyezés |
| ------------------- | ------------------------------ | --------- | --------- | --------- | ----- | -------- |
| Heinz Franke        | Gyorstüzelő pisztoly           |           |           |           | 579   | 14.      |
| Heinrich Gollwitzer | Gyorstüzelő pisztoly           |           |           |           | 575   | 20.      |
| Horst Kadner        | Szabadpisztoly                 | B         | 359       | 4.        | 544   | 8.       |
| Wolfgang Losack     | Szabadpisztoly                 | A         | 348       | 16.       | 538   | 14.      |
| Hans-Joachim Mars   | Szabadpuska, összetett (300 m) | B         | 553       | 9.        | 1105  | 12.      |
| Peter Kohnke        | Sportpuska, fekvő              | B         | 387       | 8.        | 590   |          |
| Bernd Klingner      | Sportpuska, fekvő              | A         | 389       | 7.        | 582   | 19.      |
| Bernd Klingner      | Sportpuska, összetett          | A         | 560       | 6.        | 1123  | 18.      |
| Klaus Zähringer     | Sportpuska, összetett          | B         | 555       | 12.       | 1139  |          |
| Gerhard Aßmus       | Trap                           |           | 89        | =17.      | 179   | =17.     |
| Heinz Kramer        | Trap                           |           | 88        | =24.      | 177   | =22.     |

## Súlyemelés
| Versenyző       | Versenyszám | Nyomás   | Nyomás   | Szakítás | Szakítás | Lökés                    | Lökés                    | Összesen | Helyezés |
| Versenyző       | Versenyszám | Eredmény | Helyezés | Eredmény | Helyezés | Eredmény                 | Helyezés                 | Összesen | Helyezés |
| --------------- | ----------- | -------- | -------- | -------- | -------- | ------------------------ | ------------------------ | -------- | -------- |
| Hans Reck       | 56 kg       | 85,0     | =16.     | 85,0     | =15.     | érvényes kísérlet nélkül | érvényes kísérlet nélkül | kiesett  | kiesett  |
| Georg Miske     | 60 kg       | 100,0    | =7.      | 90,0     | =17.     | 120,0                    | =14.                     | 310,0    | 13.      |
| Werner Dittrich | 67,5 kg     | 107,5    | =15.     | 115,0    | 4.       | 140,0                    | =8.                      | 362,5    | 7.*      |
| Roland Lortz    | 75 kg       | 115,0    | =9.      | 112,5    | =10.     | 155,0                    | =3.                      | 382,5    | 8.       |
| Rolf Sennewald  | 82,5 kg     | 117,5    | 15.      | 120,0    | =7.      | 152,5                    | =12.                     | 390,0    | 11.**    |
| Wolfgang Müller | 90 kg       | 120,0    | =15.     | 120,0    | =10.     | 155,0                    | =10.                     | 395,0    | 12.      |
| Werner Arnold   | +90 kg      | 135,0    | =14.     | 125,0    | =11.     | 165,0                    | =11.                     | 425,0    | 12.      |

* - egy másik versenyzővel azonos eredményt ért el

** - két másik versenyzővel azonos eredményt ért el

## Torna
Férfi
| Versenyző                                                                                    | Versenyszám      | Selejtező | Selejtező | Döntő    | Döntő    |
| Versenyző                                                                                    | Versenyszám      | Pontszám  | Helyezés  | Pontszám | Helyezés |
| -------------------------------------------------------------------------------------------- | ---------------- | --------- | --------- | -------- | -------- |
| Karl-Heinz Friedrich                                                                         | Talaj            | 18,00     | =69.      | kiesett  | kiesett  |
| Karl-Heinz Friedrich                                                                         | Ugrás            | 18,20     | =39.      | kiesett  | kiesett  |
| Karl-Heinz Friedrich                                                                         | Korlát           | 17,85     | =74.      | kiesett  | kiesett  |
| Karl-Heinz Friedrich                                                                         | Nyújtó           | 18,60     | =31.      | kiesett  | kiesett  |
| Karl-Heinz Friedrich                                                                         | Gyűrű            | 18,35     | =49.      | kiesett  | kiesett  |
| Karl-Heinz Friedrich                                                                         | Lólengés         | 17,00     | 91.       | kiesett  | kiesett  |
| Karl-Heinz Friedrich                                                                         | Egyéni összetett |           |           | 108,00   | 67.      |
| Siegfried Fülle                                                                              | Talaj            | 18,90     | =10.      | kiesett  | kiesett  |
| Siegfried Fülle                                                                              | Ugrás            | 18,25     | =34.      | kiesett  | kiesett  |
| Siegfried Fülle                                                                              | Korlát           | 18,05     | =66.      | kiesett  | kiesett  |
| Siegfried Fülle                                                                              | Nyújtó           | 18,35     | =50.      | kiesett  | kiesett  |
| Siegfried Fülle                                                                              | Gyűrű            | 18,80     | =21.      | kiesett  | kiesett  |
| Siegfried Fülle                                                                              | Lólengés         | 18,25     | =46.      | kiesett  | kiesett  |
| Siegfried Fülle                                                                              | Egyéni összetett |           |           | 110,60   | =28.     |
| Philipp Fürst                                                                                | Talaj            | 18,60     | =22.      | kiesett  | kiesett  |
| Philipp Fürst                                                                                | Ugrás            | 18,20     | =39.      | kiesett  | kiesett  |
| Philipp Fürst                                                                                | Korlát           | 19,15     | =8.       | kiesett  | kiesett  |
| Philipp Fürst                                                                                | Nyújtó           | 13,85     | 119.      | kiesett  | kiesett  |
| Philipp Fürst                                                                                | Gyűrű            | 18,95     | =16.      | kiesett  | kiesett  |
| Philipp Fürst                                                                                | Lólengés         | 17,90     | =65.      | kiesett  | kiesett  |
| Philipp Fürst                                                                                | Egyéni összetett |           |           | 106,65   | 76.      |
| Erwin Koppe                                                                                  | Talaj            | 18,30     | =39.      | kiesett  | kiesett  |
| Erwin Koppe                                                                                  | Ugrás            | 17,65     | =81.      | kiesett  | kiesett  |
| Erwin Koppe                                                                                  | Korlát           | 18,55     | =35.      | kiesett  | kiesett  |
| Erwin Koppe                                                                                  | Nyújtó           | 18,45     | =42.      | kiesett  | kiesett  |
| Erwin Koppe                                                                                  | Gyűrű            | 18,95     | =16.      | kiesett  | kiesett  |
| Erwin Koppe                                                                                  | Lólengés         | 17,15     | =86.      | kiesett  | kiesett  |
| Erwin Koppe                                                                                  | Egyéni összetett |           |           | 109,05   | =50.     |
| Günter Lyhs                                                                                  | Talaj            | 18,55     | =24.      | kiesett  | kiesett  |
| Günter Lyhs                                                                                  | Ugrás            | 18,40     | =26.      | kiesett  | kiesett  |
| Günter Lyhs                                                                                  | Korlát           | 18,85     | 18.       | kiesett  | kiesett  |
| Günter Lyhs                                                                                  | Nyújtó           | 18,55     | =33.      | kiesett  | kiesett  |
| Günter Lyhs                                                                                  | Gyűrű            | 18,55     | =39.      | kiesett  | kiesett  |
| Günter Lyhs                                                                                  | Lólengés         | 17,90     | =65.      | kiesett  | kiesett  |
| Günter Lyhs                                                                                  | Egyéni összetett |           |           | 110,80   | 26.      |
| Günter Nachtigall                                                                            | Talaj            | 18,30     | =39.      | kiesett  | kiesett  |
| Günter Nachtigall                                                                            | Ugrás            | 18,30     | 33.       | kiesett  | kiesett  |
| Günter Nachtigall                                                                            | Korlát           | 17,40     | 96.       | kiesett  | kiesett  |
| Günter Nachtigall                                                                            | Nyújtó           | 17,75     | =81.      | kiesett  | kiesett  |
| Günter Nachtigall                                                                            | Gyűrű            | 18,55     | =39.      | kiesett  | kiesett  |
| Günter Nachtigall                                                                            | Lólengés         | 18,35     | =40.      | kiesett  | kiesett  |
| Günter Nachtigall                                                                            | Egyéni összetett |           |           | 108,65   | 59.      |
| Karl-Heinz Friedrich Siegfried Fülle Philipp Fürst Erwin Koppe Günter Lyhs Günter Nachtigall | Csapat összetett |           |           | 553,35   | 7.       |

Női
| Versenyző                                                                                | Versenyszám      | Selejtező | Selejtező | Döntő    | Döntő    |
| Versenyző                                                                                | Versenyszám      | Pontszám  | Helyezés  | Pontszám | Helyezés |
| ---------------------------------------------------------------------------------------- | ---------------- | --------- | --------- | -------- | -------- |
| Karin Boldemann                                                                          | Talaj            | 18,266    | =54.      | kiesett  | kiesett  |
| Karin Boldemann                                                                          | Ugrás            | 17,933    | =40.      | kiesett  | kiesett  |
| Karin Boldemann                                                                          | Felemás korlát   | 18,166    | =48.      | kiesett  | kiesett  |
| Karin Boldemann                                                                          | Gerenda          | 16,933    | 77.       | kiesett  | kiesett  |
| Karin Boldemann                                                                          | Egyéni összetett |           |           | 71,298   | 59.      |
| Ingrid Föst                                                                              | Talaj            | 19,100    | =9.       | kiesett  | kiesett  |
| Ingrid Föst                                                                              | Ugrás            | 18,499    | =10.      | kiesett  | kiesett  |
| Ingrid Föst                                                                              | Felemás korlát   | 18,966    | =11.      | kiesett  | kiesett  |
| Ingrid Föst                                                                              | Gerenda          | 18,700    | 7.        | kiesett  | kiesett  |
| Ingrid Föst                                                                              | Egyéni összetett |           |           | 72,265   | 9.       |
| Gretel Schiener                                                                          | Talaj            | 18,499    | 41.       | kiesett  | kiesett  |
| Gretel Schiener                                                                          | Ugrás            | 17,432    | 61.       | kiesett  | kiesett  |
| Gretel Schiener                                                                          | Felemás korlát   | 18,433    | =42.      | kiesett  | kiesett  |
| Gretel Schiener                                                                          | Gerenda          | 18,333    | =21.      | kiesett  | kiesett  |
| Gretel Schiener                                                                          | Egyéni összetett |           |           | 72,697   | =34.     |
| Renate Schneider                                                                         | Talaj            | 18,199    | =61.      | kiesett  | kiesett  |
| Renate Schneider                                                                         | Ugrás            | 17,932    | 42.       | kiesett  | kiesett  |
| Renate Schneider                                                                         | Felemás korlát   | 18,499    | 36.       | kiesett  | kiesett  |
| Renate Schneider                                                                         | Gerenda          | 17,399    | =57.      | kiesett  | kiesett  |
| Renate Schneider                                                                         | Egyéni összetett |           |           | 72,029   | 48.      |
| Roselore Sonntag                                                                         | Talaj            | 18,666    | =28.      | kiesett  | kiesett  |
| Roselore Sonntag                                                                         | Ugrás            | 17,333    | 64.       | kiesett  | kiesett  |
| Roselore Sonntag                                                                         | Felemás korlát   | 18,632    | 28.       | kiesett  | kiesett  |
| Roselore Sonntag                                                                         | Gerenda          | 18,333    | =21.      | kiesett  | kiesett  |
| Roselore Sonntag                                                                         | Egyéni összetett |           |           | 72,964   | =29.     |
| Ute Starke                                                                               | Talaj            | 18,633    | =30.      | kiesett  | kiesett  |
| Ute Starke                                                                               | Ugrás            | 17,266    | =65.      | kiesett  | kiesett  |
| Ute Starke                                                                               | Felemás korlát   | 18,433    | =42.      | kiesett  | kiesett  |
| Ute Starke                                                                               | Gerenda          | 18,466    | =12.      | kiesett  | kiesett  |
| Ute Starke                                                                               | Egyéni összetett |           |           | 72,798   | 31.      |
| Karin Boldemann Ingrid Föst Gretel Schiener Renate Schneider Roselore Sonntag Ute Starke | Csapat összetett |           |           | 367,754  | 6.       |

## Úszás
Férfi
| Versenyző                                                  | Versenyszám            | Előfutam | Előfutam | Előfutam | Elődöntő | Elődöntő | Elődöntő | Döntő   | Döntő    |
| Versenyző                                                  | Versenyszám            | Idő      | Hely.    | Össz.    | Idő      | Hely.    | Össz.    | Idő     | Helyezés |
| ---------------------------------------------------------- | ---------------------- | -------- | -------- | -------- | -------- | -------- | -------- | ------- | -------- |
| Uwe Jacobsen                                               | 100 m gyors            | 57,9     | 4.       | 19.**    | 57,4     | 5.       | 13.      | kiesett | kiesett  |
| Paul Voell                                                 | 100 m gyors            | 58,0     | 5.       | 22.      | 58,4     | 7.       | 20.*     | kiesett | kiesett  |
| Hans-Joachim Klein                                         | 400 m gyors            | 4:31,6   | 2.       | 10.      |          |          |          | kiesett | kiesett  |
| Gerhard Hetz                                               | 400 m gyors            | 4:38,4   | 3.       | 18.      |          |          |          | kiesett | kiesett  |
| Gerhard Hetz                                               | 1500 m gyors           | 18:32,2  | 3.       | 15.      |          |          |          | kiesett | kiesett  |
| Hans-Ulrich Millow                                         | 1500 m gyors           | 18:22,7  | 4.       | 12.      |          |          |          | kiesett | kiesett  |
| Jürgen Dietze                                              | 100 m hát              | 1:04,0   | 3.       | 5.*      | 1:04,7   | 4.       | 9.*      | kiesett | kiesett  |
| Wolfgang Wagner                                            | 100 m hát              | 1:04,7   | 3.       | 10.***   | 1:03,9   | 2.       | 6.       | 1:03,5  | 6.       |
| Konrad Enke                                                | 200 m mell             | 2:44,6   | 3.       | 21.      | kiesett  | kiesett  | kiesett  | kiesett | kiesett  |
| Egon Henninger                                             | 200 m mell             | 2:42,4   | 4.       | 15.**    | 2:38,5   | 3.       | 3.       | 2:40,1  | 4.       |
| Jürgen Bachmann                                            | 200 m pillangó         | 2:25,0   | 3.       | 16.*     | 2:28,4   | 6.       | 14.      | kiesett | kiesett  |
| Wolfgang Sieber                                            | 200 m pillangó         | 2:25,4   | 5.       | 19.      | kiesett  | kiesett  | kiesett  | kiesett | kiesett  |
| Frank Wiegand Gerhard Hetz Hans Zierold Hans-Joachim Klein | 4 × 200 m gyorsváltó   | 8:29,4   | 3.       | 5.       |          |          |          | 8:31,8  | 7.       |
| Wolfgang Wagner Günter Tittes Hermann Lotter Uwe Jacobsen  | 4 × 100 m vegyes váltó | 4:17,7   | 2.       | 9.*      |          |          |          | kiesett | kiesett  |

| Versenyző       | Versenyszám    | Szétúszás az elődöntőért | Szétúszás az elődöntőért |
| Versenyző       | Versenyszám    | Idő                      | Helyezés                 |
| --------------- | -------------- | ------------------------ | ------------------------ |
| Egon Henninger  | 200 m mell     | 2:39,5                   | 1.                       |
| Jürgen Bachmann | 200 m pillangó | 2:23,1                   | 1.                       |

Női
| Versenyző                                                   | Versenyszám            | Előfutam | Előfutam | Előfutam | Elődöntő | Elődöntő | Elődöntő | Döntő   | Döntő    |
| Versenyző                                                   | Versenyszám            | Idő      | Hely.    | Össz.    | Idő      | Hely.    | Össz.    | Idő     | Helyezés |
| ----------------------------------------------------------- | ---------------------- | -------- | -------- | -------- | -------- | -------- | -------- | ------- | -------- |
| Heidi Pechstein                                             | 100 m gyors            | 1:05,1   | 2.       | 11.      | 1:05,6   | 8.       | 13.*     | kiesett | kiesett  |
| Ursel Brunner                                               | 100 m gyors            | 1:04,6   | 2.       | 10.      | 1:04,8   | 6.       | 10.      | kiesett | kiesett  |
| Ursel Brunner                                               | 400 m gyors            | 5:05,3   | 4.       | 11.      |          |          |          | kiesett | kiesett  |
| Gisela Weiss                                                | 400 m gyors            | 5:08,6   | 4.       | 12.      |          |          |          | kiesett | kiesett  |
| Helga Schmidt-Neuber                                        | 100 m hát              | 1:13,3   | 4.       | 12.      |          |          |          | kiesett | kiesett  |
| Ingrid Schmidt                                              | 100 m hát              | 1:31,1   | 3.       | 11.      |          |          |          | kiesett | kiesett  |
| Barbara Göbel                                               | 200 m mell             | 2:54,2   | 1.       | 4.       |          |          |          | 2:53,6  |          |
| Wiltrud Urselmann                                           | 200 m mell             | 2:52,0   | 1.       | 1.       |          |          |          | 2:50,0  |          |
| Heidi Eisenschmidt                                          | 100 m pillangó         | 1:14,6   | 3.       | 13.      |          |          |          | kiesett | kiesett  |
| Bärbel Fuhrmann                                             | 100 m pillangó         | 1:13,2   | 2.       | 9.*      |          |          |          | kiesett | kiesett  |
| Christel Steffin Heidi Pechstein Gisela Weiss Ursel Brunner | 4 × 100 m gyorsváltó   | 4:24,2   | 3.       | 4.       |          |          |          | 4:19,7  |          |
| Ingrid Schmidt Ursula Küper Bärbel Fuhrmann Ursel Brunner   | 4 × 100 m vegyes váltó | 4:49,6   | 3.       | 4.       |          |          |          | 4:47,6  |          |

* - egy másik versenyzővel/váltóval azonos időt ért el

** - két másik versenyzővel azonos időt ért el

*** - három másik versenyzővel azonos időt ért el

## Vitorlázás
Nyílt
| Versenyző                                            | Versenyszám     | Futam | Futam | Futam | Futam | Futam | Futam | Futam | Pontszám | Helyezés |
| Versenyző                                            | Versenyszám     | 1     | 2     | 3     | 4     | 5     | 6     | 7     | Pontszám | Helyezés |
| ---------------------------------------------------- | --------------- | ----- | ----- | ----- | ----- | ----- | ----- | ----- | -------- | -------- |
| Hans Kämmerer                                        | Finn dingi      | 645   | (247) | 441   | 247   | 390   | 323   | 691   | 2737     | 20.      |
| Bruno Splieth Eckart Wagner Karsten Meyer*           | Csillaghajó     | 1215  | 562   | 402   | 914   | 738   | (101) | 914   | 4745     | 7.       |
| Rolf Mulka Ingo von Bredow Achim Kadelbach**         | Repülő hollandi | 1115  | 592   | 478   | 1291  | (0)   | 814   | 1592  | 5882     |          |
| Hans Baars-Lindner Herbert Scholl Karl-August Stolze | 5,5 méteres     | (176) | 477   | 426   | 380   | 903   | 234   | 602   | 3022     | 9.       |
| Günther Benecke Hans Ravenborg Peter Rebien          | Sárkányhajó     | 418   | 629   | (210) | 418   | 578   | 1055  | 1231  | 4329     | 8.       |

* - Eckart Wagner cseréje, de nem dokumentált hogy mely futamokban vett részt

** - csere egy futamon, de nem dokumentált hogy mely futamban vett részt és érmet sem kapott

## Vívás
Férfi
| Versenyző                                                                              | Versenyszám       | Csoportkör | Csoportkör       | Csoportkör | Csoportkör | Csoportkör | Csoportkör        | Csoportkör | Csoportkör | Csoportkör                               | Csoportkör | Helyezés    |
| Versenyző                                                                              | Versenyszám       | 1. kör | 1. kör           | 2. kör | 2. kör     | Negyeddöntő | Negyeddöntő       | Elődöntő | Elődöntő   | Döntő                                    | Döntő      | Helyezés    |
| Versenyző                                                                              | Versenyszám       | Ellenfél Eredmény | Hely.            | Ellenfél Eredmény | Hely.      | Ellenfél Eredmény | Hely.             | Ellenfél Eredmény | Hely.      | Ellenfél Eredmény                        | Hely.      | Helyezés    |
| -------------------------------------------------------------------------------------- | ----------------- | --- | ---------------- | --- | ---------- | --- | ----------------- | --- | ---------- | ---------------------------------------- | ---------- | ----------- |
| Jürgen Brecht                                                                          | Tőr, egyéni       | 5. csoport · Édouard Didier (LUX) · 5-1 · Asen Dyakovski (BUL) · 5-3 · Harry Thuillier (IRL) · 5-2 · Jean Khayat (TUN) · 5-2 · Jesús Gruber (VEN) · 4-5 · Mario Curletto (ITA) · 2-5                                                                                    | 2.               | 2. csoport · Jurij Sziszikin (URS) · 5-2 · Ralph Cooperman (GBR) · 5-2 · Ion Drîmbă (ROU) · 5-1 · Mario Curletto (ITA) · 3-5 · Witold Woyda (POL) · nem vívtak     | 2.         | 2. csoport · Ryszard Parulski (POL) · 2-5 · Mark Midler (URS) · 1-5 · Christian d’Oriola (FRA) · 3-5 · Luigi Carpaneda (ITA) · 2-5 · Eugene Glazer (USA) · 3-5                                                                         | 6.                | kiesett | kiesett    | kiesett                                  | kiesett    | helyezetlen |
| Tim Gerresheim                                                                         | Tőr, egyéni       | 2. csoport · Ralph Cooperman (GBR) · 5-1 · Moustafa Soheim (RAU) · 5-3 · Michael Sichel (AUS) · 5-4 · Pedro Marçal (POR) · 5-0 · Christian d’Oriola (FRA) · 1-5 · Freddy Quintero (VEN) · 1-5                                                                           | 2.               | 4. csoport · Luigi Carpaneda (ITA) · 5-4 · Mark Midler (URS) · 5-2 · Janusz Różycki (POL) · 5-2 · Jean Link (LUX) · 5-4 · Brian McCowage (AUS) · 5-3               | 1.         | 3. csoport · Alberto Pellegrino (ITA) · 5-3 · Viktor Zsdanovics (URS) · 2-5 · Janusz Różycki (POL) · 3-5 · Roger Closset (FRA) · 3-5 · Jesús Gruber (VEN) · nem vívtak                                                                 | 5.                | kiesett | kiesett    | kiesett                                  | kiesett    | helyezetlen |
| Eberhard Mehl                                                                          | Tőr, egyéni       | 10. csoport · Ryszard Parulski (POL) · 5-0 · Albert Axelrod (USA) · 5-1 · Jaime Duque (COL) · 5-2 · Claudio Polledri (SUI) · 5-2 · Abderraouf El-Fassy (MAR) · 5-0 | 1.               | 3. csoport · Viktor Zsdanovics (URS) · 5-3 · André Verhalle (BEL) · 5-3 · Joseph Paletta Jr. (USA) · 5-4 · Raúl Cicero (MEX) · 5-0 · Fülöp Mihály (HUN) · 3-5      | 1.         | 4. csoport · Albert Axelrod (USA) · 5-4 · Jean-Claude Magnan (FRA) · 5-3 · Allan Jay (GBR) · 5-0 · Fülöp Mihály (HUN) · 4-5 · Tănase Mureșanu (ROU) · 3-5 · Rájátszás: · Tănase Mureșanu (ROU) · 5-3 · Fülöp Mihály (HUN) · nem vívtak | 2. Rájátszás: =1. | 2. csoport · Jurij Sziszikin (URS) · 5-0 · Mark Midler (URS) · 4-5 · Roger Closset (FRA) · 2-5 · Bill Hoskyns (GBR) · 4-5 · Janusz Różycki (POL) · 0-5 | 6.         | kiesett                                  | kiesett    | helyezetlen |
| Dieter Fänger                                                                          | Párbajtőr, egyéni | 7. csoport · Ali Annabi (TUN) · 5-4 · Abelardo Menéndez (CUB) · 5-0 · Gilbert Orengo (MON) · 5-2 · Jaime Duque (COL) · 5-0 · Allan Jay (GBR) · 1-5 · Berndt-Otto Rehbinder (SWE) · 4-5 · Rájátszás: · Ali Annabi (TUN) · 5-2 · Berndt-Otto Rehbinder (SWE) · nem vívtak | 2. Rájátszás: 1. | 3. csoport · Giuseppe Delfino (ITA) · 5-1 · Guram Kosztava (URS) · 7-6 · Tabucsi Kazuhiko (JPN) · 6-5 · François Dehez (BEL) · 5-3 · Göran Abrahamsson (SWE) · 3-5 | 1.         | 4. csoport · Armand Mouyal (FRA) · 5-3 · Roger Achten (BEL) · 4-5 · Sákovics József (HUN) · 3-5 · Arnold Csarnusevics (URS) · 5-6 · Adalbert Gurath Jr. (ROU) · 3-5                                                                    | 6.                | kiesett | kiesett    | kiesett                                  | kiesett    | helyezetlen |
| Paul Gnaier                                                                            | Párbajtőr, egyéni | 5. csoport · François Dehez (BEL) · 5-1 · Kalevi Pakarinen (FIN) · 5-3 · Leif Klette (NOR) · 5-4 · Giuseppe Delfino (ITA) · 0-5 · Ralph Spinella (USA) · 4-5 | 2.               | 5. csoport · Kausz István (HUN) · 5-4 · John Pelling (GBR) · 5-2 · Eddi Gutenkauf (LUX) · 5-3 · Bohdan Gonsior (POL) · 1-5 · Bruno Habārovs (URS) · nem vívtak     | 2.         | 3. csoport · Kausz István (HUN) · 5-3 · Jacques Guittet (FRA) · 5-2 · Giuseppe Delfino (ITA) · 1-5 · Berndt-Otto Rehbinder (SWE) · 1-5 · Wiesław Glos (POL) · 4-5                                                                      | 4.                | kiesett | kiesett    | kiesett                                  | kiesett    | helyezetlen |
| Georg Neuber                                                                           | Párbajtőr, egyéni | 8. csoport · Sonosuke Fujimaki (JPN) · 5-1 · Henri Bini (MON) · 5-2 · Arnold Csarnusevics (URS) · 2-5 · José Fernandes (POR) · 2-5 · Max Dwinger (NED) · 5-6 · Rájátszás: · Max Dwinger (NED) · 5-4 · Sonosuke Fujimaki (JPN) · 5-4                                     | 3. Rájátszás: 1. | 1. csoport · Jacques Guittet (FRA) · 5-3 · Allan Jay (GBR) · 5-1 · José Ferreira (POR) · 5-4 · David Micahnik (USA) · 5-2 · Giovanni Battista Breda (ITA) · 3-5    | 1.         | 2. csoport · Alberto Pellegrino (ITA) · 5-4 · Bill Hoskyns (GBR) · 5-3 · Yves Dreyfus (FRA) · 3-5 · Guram Kosztava (URS) · 4-5 · Bohdan Gonsior (POL) · 2-5                                                                            | 5.                | kiesett | kiesett    | kiesett                                  | kiesett    | helyezetlen |
| Walter Köstner                                                                         | Kard, egyéni      | 7. csoport · Aleksandar Vasin (YUG) · 5-3 · Gustavo Vassallo (ARG) · 5-1 · Palle Frey (DEN) · 5-2 · Ali Annabi (TUN) · 5-1 · David Tisler (URS) · 3-5 | 2.               | 3. csoport · Asen Dyakovski (BUL) · 5-4 · Helmuth Resch (AUT) · 5-0 · Emeric Arus (ROU) · 5-4 · Jakov Rilszkij (URS) · 3-5 · Wojciech Zabłocki (POL) · 2-5         | 3.         | 3. csoport · Nugzar Aszatiani (URS) · 5-3 · Wojciech Zabłocki (POL) · 3-5 · Gerevich Aladár (HUN) · 2-5 · Jacques Roulot (FRA) · 4-5 · Teodoro Goliardi (URU) · 1-5                                                                    | 6.                | kiesett | kiesett    | kiesett                                  | kiesett    | helyezetlen |
| Jürgen Theuerkauff                                                                     | Kard, egyéni      | 3. csoport · Ryszard Zub (POL) · 5-4 · Borisz Sztavrev (BUL) · 5-2 · Tsugeo Ozawa (JPN) · 5-1 · Jacques Ben Gualid (MAR) · 5-2 | 1.               | 4. csoport · Nugzar Aszatiani (URS) · 5-4 · Aleksandar Vasin (YUG) · 5-4 · Dumitru Mustață (ROU) · 5-2 · Jacques Lefèvre (FRA) · 1-5 · Jerzy Pawłowski (POL) · 2-5 | 3.         | 1. csoport · Claude Arabo (FRA) · 1-5 · Jerzy Pawłowski (POL) · 2-5 · David Tisler (URS) · 3-5 · Asen Dyakovski (BUL) · 0-5 · Allan Kwartler (USA) · nem vívtak                                                                        | 5.                | kiesett | kiesett    | kiesett                                  | kiesett    | helyezetlen |
| Wilfried Wöhler                                                                        | Kard, egyéni      | 1. csoport · Augusto Gutiérrez (VEN) · 5-1 · Orlando Azinhais (POR) · 5-0 · Jean Khayat (TUN) · 5-1 · Claude Arabo (FRA) · 4-5 · Asen Dyakovski (BUL) · nem vívtak | 2.               | 5. csoport · Kárpáti Rudolf (HUN) · 5-4 · Daniel Sande (ARG) · 5-3 · Roberto Ferrari (ITA) · 1-5 · Teodoro Goliardi (URU) · 4-5 · Alexander Leckie (GBR) · 1-5     | 4.         | 4. csoport · Wladimiro Calarese (ITA) · 5-3 · Kárpáti Rudolf (HUN) · 3-5 · Ladislau Rohony (ROU) · 3-5 · Jacques Lefèvre (FRA) · 2-5 · Michael D'Asaro Sr. (USA) · nem vívtak                                                          | 6.                | kiesett | kiesett    | kiesett                                  | kiesett    | helyezetlen |
| Jürgen Brecht Tim Gerresheim Eberhard Mehl Jürgen Theuerkauff                          | Tőr, csapat       | 5. csoport · Nagy-Britannia (GBR) · 9-5 · Venezuela (VEN) · 14-2 | 1.               | Románia (ROU) · 9-2 |            | Franciaország (FRA) · 8 (61)-8 (61) · Rájátszás: · 1-0 |                   | Szovjetunió (URS) · 3-9 |            | Bronzmérkőzés · Magyarország (HUN) · 9-5 |            |             |
| Helmut Anschütz Dieter Fänger Paul Gnaier Walter Köstner Georg Neuber Fritz Zimmermann | Párbajtőr, csapat | 6. csoport · Svédország (SWE) · 9-7 · Ausztrália (AUS) · 13-3 | 1.               | Finnország (FIN) · 9-5 |            | Szovjetunió (URS) · 2-9 |                   | kiesett |            | kiesett                                  |            | =5.         |
| Walter Köstner Dieter Löhr Jürgen Theuerkauff Peter von Krockow Wilfried Wöhler        | Kard, csapat      | 6. csoport · Egyesült Államok (USA) · 6-9 · Marokkó (MAR) · 15-1 | 2.               | Argentína (ARG) · 9-4 |            | Lengyelország (POL) · 2-9 |                   | kiesett |            | kiesett                                  |            | =5.         |

Női
| Versenyző                                                                                | Versenyszám | Csoportkör | Csoportkör | Csoportkör | Csoportkör       | Csoportkör | Csoportkör | Csoportkör | Csoportkör | Helyezés    |
| Versenyző                                                                                | Versenyszám | 1. kör | 1. kör     | Negyeddöntő | Negyeddöntő      | Elődöntő | Elődöntő   | Döntő | Döntő      | Helyezés    |
| Versenyző                                                                                | Versenyszám | Ellenfél Eredmény | Hely.      | Ellenfél Eredmény | Hely.            | Ellenfél Eredmény | Hely.      | Ellenfél Eredmény | Hely.      | Helyezés    |
| ---------------------------------------------------------------------------------------- | ----------- | --- | ---------- | --- | ---------------- | --- | ---------- | --- | ---------- | ----------- |
| Helga Mees                                                                               | Tőr, egyéni | 9. csoport · Alekszandra Zabelina (URS) · 4-3 · Sioe Gouw Pau (INA) · 4-3 · Gloria Colón (PUR) · 4-1 · Danny van Rossem (NED) · 4-1 · Catherine Delbarre (FRA) · 3-4 · Harriet King (USA) · 2-4 | 3.         | 2. csoport · Galina Gorohova (URS) · 4-2 · Maria Grötzer (AUT) · 4-2 · Monique Leroux (FRA) · 4-2 · Szabó Orbán Olga (ROU) · 0-4 · Pilar Roldán (MEX) · 2-4 · Bruna Colombetti (ITA) · 1-4 · Rájátszás: · Galina Gorohova (URS) · 0-4 · Maria Grötzer (AUT) · nem vívtak | 4. Rájátszás: 3. | kiesett | kiesett    | kiesett | kiesett    | helyezetlen |
| Rosemarie Scherberger                                                                    | Tőr, egyéni | 3. csoport · Bruna Colombetti (ITA) · 4-2 · Claude Wallet (BEL) · 4-1 · Johanna Winter (AUS) · 4-1 · Traudl Ebert (AUT) · 1-4 · Christina Lagerwall (SWE) · 1-4 · Norma Santini (VEN) · 2-4     | 4.         | kiesett | kiesett          | kiesett | kiesett    | kiesett | kiesett    | helyezetlen |
| Heidi Schmid                                                                             | Tőr, egyéni | 1. csoport · Jacqueline Appart (BEL) · 4-0 · Colette Flesch (LUX) · 4-3 · Carmen Vall (ESP) · 4-3 · Maria Nápoles (POR) · 4-0 · Rejtő Ildikó (HUN) · nem vívtak                                 | 2.         | 4. csoport · Traudl Ebert (AUT) · 4-1 · Alekszandra Zabelina (URS) · 4-3 · Irene Camber (ITA) · 4-3 · Christina Lagerwall (SWE) · 4-0 · Régine Veronnet (FRA) · 3-4 · Nyári Magda (HUN) · nem vívtak                                                                     | 2.               | 1. csoport · Szabó Orbán Olga (ROU) · 4-1 · Valentyina Rasztvorova (URS) · 4-3 · Nyári Magda (HUN) · 4-3 · Ecaterina Orb-Lazăr (ROU) · 4-0 · Elżbieta Pawlas (POL) · nem vívtak | 1.         | Döntő csoport · Valentyina Rasztvorova (URS) · 4-3 · Maria Vicol (ROU) · 4-1 · Galina Gorohova (URS) · 4-2 · Szabó Orbán Olga (ROU) · 4-2 · Pilar Roldán (MEX) · 4-1 · Traudl Ebert (AUT) · 4-0 · Elżbieta Pawlas (POL) · 2-4 | 1.         |             |
| Helmi Höhle Helga Mees Rosemarie Scherberger Heidi Schmid Helga Stroh Gudrun Theuerkauff | Tőr, csapat | 3. csoport · Hollandia (NED) · 9-3 · Ausztria (AUT) · 10-6 | 1.         | Románia (ROU) · 9-4 |                  | Szovjetunió (URS) · 3-9 |            | Bronzmérkőzés · Olaszország (ITA) · 2-9 |            | 4.          |

## Vízilabda
| Egyesült Német Csapat férfi vízilabdacsapat-játékoskeret                              | Egyesült Német Csapat férfi vízilabdacsapat-játékoskeret         |
| ------------------------------------------------------------------------------------- | ---------------------------------------------------------------- |
| - Emil Bildstein - Hans Hoffmeister - Jürgen Honig - Nagy Lajos - Friedhelm Osselmann | - Hans Schepers - Achim Schneider - Dieter Seiz - Bernd Strasser |

### Eredmények
Csoportkör
B csoport
| Csapat                      | M | Gy | D | V | G+ | G– | Gk  | P |
| --------------------------- | - | -- | - | - | -- | -- | --- | - |
| Szovjetunió (URS)           | 3 | 3  | 0 | 0 | 20 | 10 | +10 | 6 |
| Egyesült Német Csapat (EUA) | 3 | 2  | 0 | 1 | 15 | 9  | +6  | 4 |
| Argentína (ARG)             | 3 | 0  | 1 | 2 | 7  | 14 | –7  | 1 |
| Brazília (BRA)              | 3 | 0  | 1 | 2 | 7  | 16 | –9  | 1 |

| 1960. augusztus 25. 22:30 | Szovjetunió (URS) | 5 – 4 | Egyesült Német Csapat (EUA) |  |
| 1960. augusztus 25. 22:30 | (4 – 1)           |       |                             |  |
| 1960. augusztus 25. 22:30 |                   |       |                             |  |

| 1960. augusztus 26. 21:00 | Egyesült Német Csapat (EUA) | 6 – 3 | Brazília (BRA) |  |
| 1960. augusztus 26. 21:00 | (3 – 1)                     |       |                |  |
| 1960. augusztus 26. 21:00 |                             |       |                |  |

| 1960. augusztus 29. 23:15 | Egyesült Német Csapat (EUA) | 5 – 1 | Argentína (ARG) |  |
| 1960. augusztus 29. 23:15 | (2 – 0)                     |       |                 |  |
| 1960. augusztus 29. 23:15 |                             |       |                 |  |

Középdöntő
1. csoport
A táblázat tartalmazza az B csoportban lejátszott Szovjetunió – Egyesült Német Csapat 5–4-es eredményt.
| Csapat                      | M | Gy | D | V | G+ | G– | Gk | P |
| --------------------------- | - | -- | - | - | -- | -- | -- | - |
| Olaszország (ITA)           | 3 | 3  | 0 | 0 | 9  | 3  | +6 | 6 |
| Szovjetunió (URS)           | 3 | 2  | 0 | 1 | 8  | 8  | 0  | 4 |
| Románia (ROU)               | 3 | 0  | 1 | 2 | 8  | 10 | –2 | 1 |
| Egyesült Német Csapat (EUA) | 3 | 0  | 1 | 2 | 7  | 11 | –4 | 1 |

| 1960. augusztus 30. 22:30 | Olaszország (ITA) | 3 – 0 | Egyesült Német Csapat (EUA) |  |
| 1960. augusztus 30. 22:30 | (1 – 0)           |       |                             |  |
| 1960. augusztus 30. 22:30 |                   |       |                             |  |

| 1960. augusztus 31. 23:00 | Egyesült Német Csapat (EUA) | 3 – 3 | Románia (ROU) |  |
| 1960. augusztus 31. 23:00 | (1 – 0)                     |       |               |  |
| 1960. augusztus 31. 23:00 |                             |       |               |  |

Az 5–8. helyért
| 1960. szeptember 2. 15:00 | Egyesült Német Csapat (EUA) | 4 – 3 | Egyesült Államok (USA) |  |
| 1960. szeptember 2. 15:00 | (2 – 1)                     |       |                        |  |
| 1960. szeptember 2. 15:00 |                             |       |                        |  |

| 1960. szeptember 3. 11:00 | Egyesült Német Csapat (EUA) | 6 – 5 | Hollandia (NED) |  |
| 1960. szeptember 3. 11:00 | (3 – 2)                     |       |                 |  |
| 1960. szeptember 3. 11:00 |                             |       |                 |  |

A táblázat tartalmazza a középdöntőben lejátszott Egyesült Német Csapat – Románia 3–3-as eredményt.
| Csapat                      | M | Gy | D | V | G+ | G– | Gk | P |
| --------------------------- | - | -- | - | - | -- | -- | -- | - |
| Románia (ROU)               | 3 | 2  | 1 | 0 | 14 | 11 | +3 | 5 |
| Egyesült Német Csapat (EUA) | 3 | 2  | 1 | 0 | 13 | 11 | +2 | 5 |
| Egyesült Államok (USA)      | 3 | 1  | 0 | 2 | 14 | 16 | –2 | 2 |
| Hollandia (NED)             | 3 | 0  | 0 | 3 | 15 | 18 | –3 | 0 |

| Csapat                      | Helyezés |
| --------------------------- | -------- |
| Egyesült Német Csapat (EUA) | 6.       |